# شول منوت
شول منوت ( - 14 مارس 2020) فنان سوداني ينحدر من جنوب السودان ونجم برنامج ( نجوم الغد ) الذي بُث على تلفزيون النيل الازرق
وهو أحد خريجي برنامج (نجوم الغد)  اشتهر بأغنية (أنا سوداني)، توفي الفنان في مستشفى أبوعنجة بأم درمان بعد معاناة مع مرض السل الرئوي.